# Mécanique de précision
Vous pouvez aider à l'améliorer ou bien discuter des problèmes sur sa page de discussion.
- Il ne cite pas suffisamment ses sources. Vous pouvez indiquer les passages à sourcer avec {{référence nécessaire}} ou {{Référence souhaitée}}, et inclure les références utiles en les liant aux notes de bas de page. (Marqué depuis juin 2025)
- Il n’est pas rédigé dans un style encyclopédique. (Marqué depuis juin 2025)

- Archive Wikiwix
- Bing
- Cairn
- DuckDuckGo
- E. Universalis
- Gallica
- Google
- G. Books
- G. News
- G. Scholar
- Persée
- Qwant
- (zh) Baidu
- (ru) Yandex
- (wd) trouver des œuvres sur Wikidata

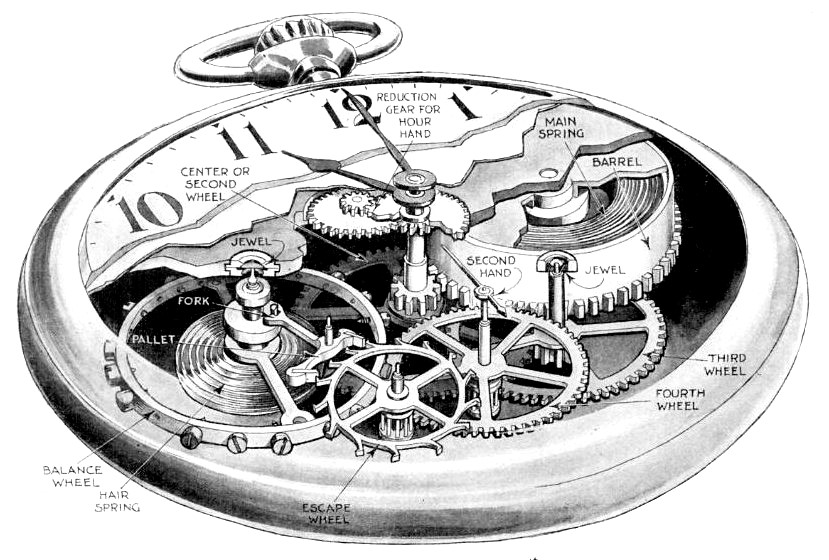
Exemple de mécanique de précision : vue en coupe d'un mecanisme d'horlogerie

La mécanique de précision regroupe les activités de la fabrication de pièces qui ont de faibles tolérances.
Certaines industries telles que la construction aéronautique, l'industrie horlogère, l'armement utilisent des pièces qui sont complexes à fabriquer parce qu'elles sont de très petites tailles, avec des profils compliqués ou de fortes contraintes dimensionnelles (faibles tolérances). La conception de la méthodologie de réalisation et la réalisation de tels éléments sont confiés à des ateliers spécialisés disposant d'ingénieurs de grandes écoles, d'opérateurs hautement qualifiés et de machines très sophistiquées.
Dans le domaine de l'usinage de précision, beaucoup de matériaux différents sont utilisés. Les métaux comme l'aluminium, l'acier inoxydable, le cuivre et le laiton sont par exemple fréquemment utilisés. Toutefois, des matériaux non métalliques tels que le plastique, le bois et la céramique peuvent aussi être façonnés avec précision. Le choix du matériau à usiner est influencé par plusieurs critères, dont la résistance, la conductivité thermique, la dureté, la résistance à la corrosion, la simplicité d'usinage et l'usage prévu pour la pièce.